# Конярська полонина
Конярська полонина (Koniarska planina) — гірський масив в Словаччині; геоморфологічна підодиниця масиву Словацький Карст. Найвища точка — Ветерник (610 м.) Середні висоти — 210 метрів.. Місце розташування — Кошицький край.